# Bykle

Aust-Agder megye elhelyezkedése Norvégiában.

Bykle község elhelyezkedése Aust-Agder megyében.

Bykle város és község (norvégül kommune) Norvégia déli Sørlandet földrajzi régiójában, Aust-Agder megyében, a megye legészakibb, a Skagerrak tengerszoros partjától legtávolabb eső községe.
Setesdal hagyományos régió része.
1902. január 1-jén vált ki Valle községből.
Területe 1467 km² (ebből szárazföld 1262 km²), népessége 919 fő (2008-ban).

## Neve
A község (eredetileg egyházközség) a régi Bykle birtokról kapta nevét (óészaki Byklar), ahol az első templom épült. A birtokot a Bykil tóról nevezték el, ennek jelentése ismeretlen.

## Címere
Címerét 1986. április 4-én kapta. Vízcseppeket ábrázol, amelyek a község vizeit jelképezik és az 1915-ben itt létrehozott vízerőművet, amely jelentős hozzájárulást jelentett a vidék gazdaságához. A zöld háttér a megye mezőgazdaságát jelképezi.

## Földrajza
Északi szomszédja Vinje község, keleten Tokke (mindkettő Telemark megyében), délen az aust-agderi Valle és a vest-agderi Sirdal. Délnyugati szomszédja Forsand és nyugaton Hjelmeland (mindkettő Rogaland megyében.)
A Byklestigen hágó meredek sziklafalakon kígyózó veszélyes út. Az 1870-es évekig ez volt az egyetlen út, amelyen Byklet elérhették a középső setesdali völgyből dél felé tartók. Az Otra folyó felett fut és rengeteg baleset helyszíne volt.
A byklei, 84,5 km²-es Blåsjø Norvégia tizedik legnagyobb tava, 1055 méteres magasságban. Nyugati gátjai a Førrevassdammen és az Oddatjørndammen, délen és keleten pedig a Storevassdammen, Norvégia legmagasabb és legnagyobb gátja.

## Népesség
| Lakosok száma | 945  | 965  | 930  | 935  | 995  |
|               | 2016 | 2020 | 2021 | 2022 | 2023 |

## Története
A Storheddervatnet tótól északra lévő Storhedderen több, mint ezeréves rúnák találhatók.
A hovdeni térség inkább a hegyektől nyugatra fekvő területekkel volt kapcsolatban, mint a setesdali völggyel. A fő kereskedelmi út nyugatra, a rogalandi Suldalba vezetett. A buklestigen hágó nyelvjárási határ is volt: délre Valle-ban a hagyományos setesdali nyelvjárást beszéltek, a byklei nyelvbe pedig jelentős telemarki hatások keveredtek.
A Bykle település feletti hegyek évszázadokig a sólymok hagyományos befogóhelyei voltak. Legkorábban 1203-ból, legkésőbb 1780-ból vannak beszámolók arról, hogy angolok és hollandok sólymot fogtak be a byklei Breivikben. Az 1560-as években a sűrű holland látogatások egyik mellékterméke lett, hogy kiderült, a helyiek sem rendelkeznek természetes ellenálló képességgel a szifilisszel szemben: állami orvost kellett kirendelni, hogy megfékezzék a betegséget.
Bykle 1903-ban szakadt el a szomszédos Vallétól, miután vita robbant ki az útépítések finanszírozásáról. (Bykle volt a nagyobb terület, de Valléban több ember volt es több pénz.)

## Nevezetességek
- Bykle központjában az 1619-ben egy középkori fatemplom helyén épült templom.
- Huldreheimen és Lislestog szabadtéri múzeumai.
- Északon Hovden sícentrum.
- A viking vaskészítést bemutató múzeum Hovdennel.
- Storhedder rúnái.

## Fordítás
- Ez a szócikk részben vagy egészben a Bykle című angol Wikipédia-szócikk ezen változatának fordításán alapul.  Az eredeti cikk szerkesztőit annak laptörténete sorolja fel. Ez a jelzés csupán a megfogalmazás eredetét és a szerzői jogokat jelzi, nem szolgál a cikkben szereplő információk forrásmegjelöléseként.

## Külső hivatkozások
- Bykle község honlapja (norvégul)
- Kultúra Byklében a térképen (norvégul))